# Mendel Polar Station
Mendel Polar Station (Även Johann Gregor Mendel Station. Tjeckiska: Mendelova polární stanice) är en tjeckisk forskningsstation på James Ross Island  i Antarktis. Den öppnade 2007, och drivs av Masaryk-universitetet i Brno. Stationen används bara sommartid, då forskning inom bland annat biologi, geologi och klimatologi bedrivs. 
Stationen har fått namn efter genetikern Gregor Mendel.